# Sesión de Cristo

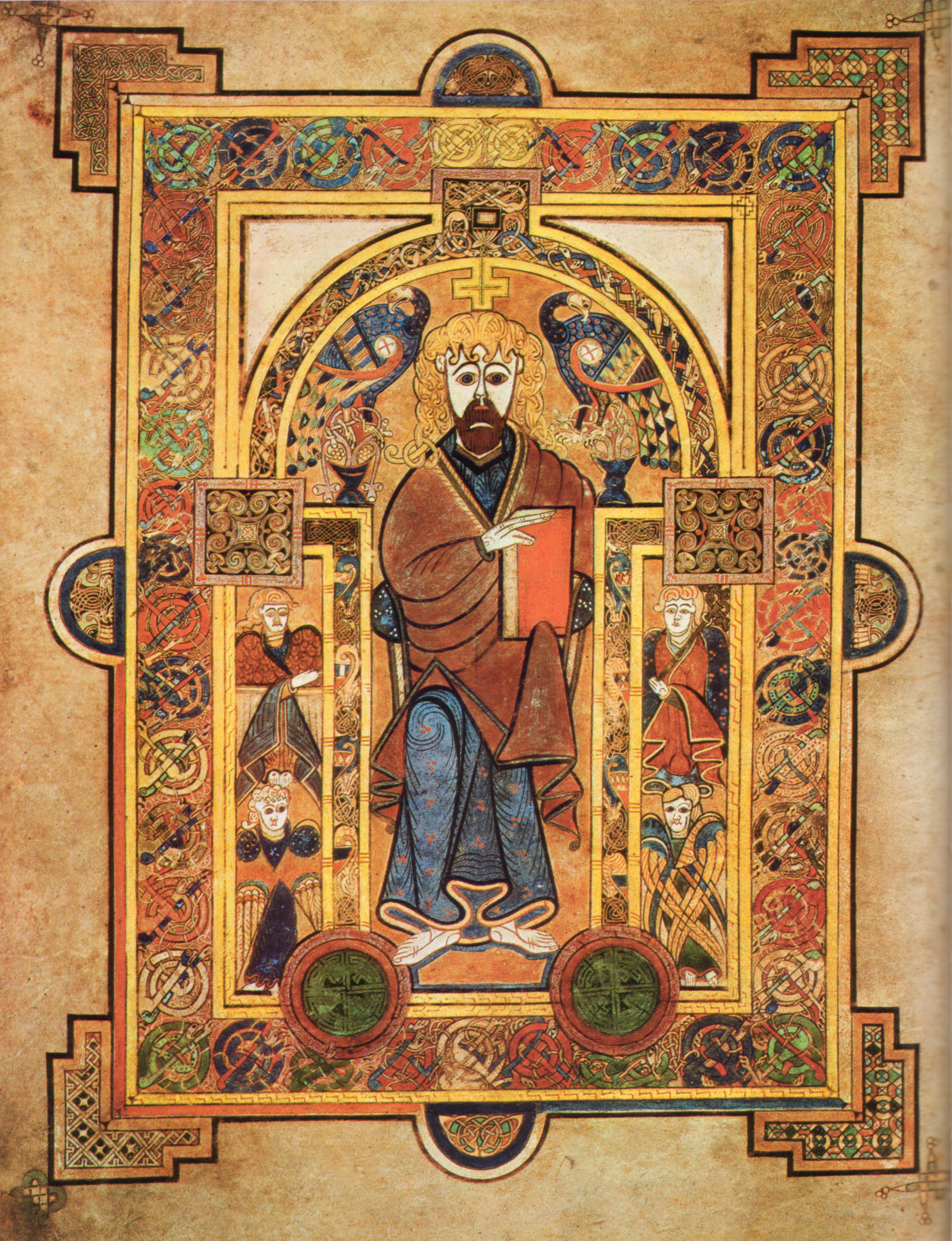
Ilustración del Libro de Kells de Jesús entronizdo. El significado central de la sesión celestial de Cristo es su posición como Rey.

La sesión de Cristo o sesión celestial es la doctrina cristiana que señala que Jesucristo está sentado a la diestra de Dios Padre en el cielo. El Nuevo Testamento también describe a Jesús de pie y caminando en el cielo, pero la sesión de Cristo tiene un significado teológico especial, debido a su conexión con el papel de Cristo como Rey.
La sesión de Cristo es una de las doctrinas mencionadas específicamente en el Credo de los Apóstoles, inmediatamente después de la declaración de su ascensión celestial: 

… subió a los cielos
y está sentado a la derecha de Dios, Padre todopoderoso.
Desde allí ha de venir a juzgar a vivos y muertos.

## Generalidades

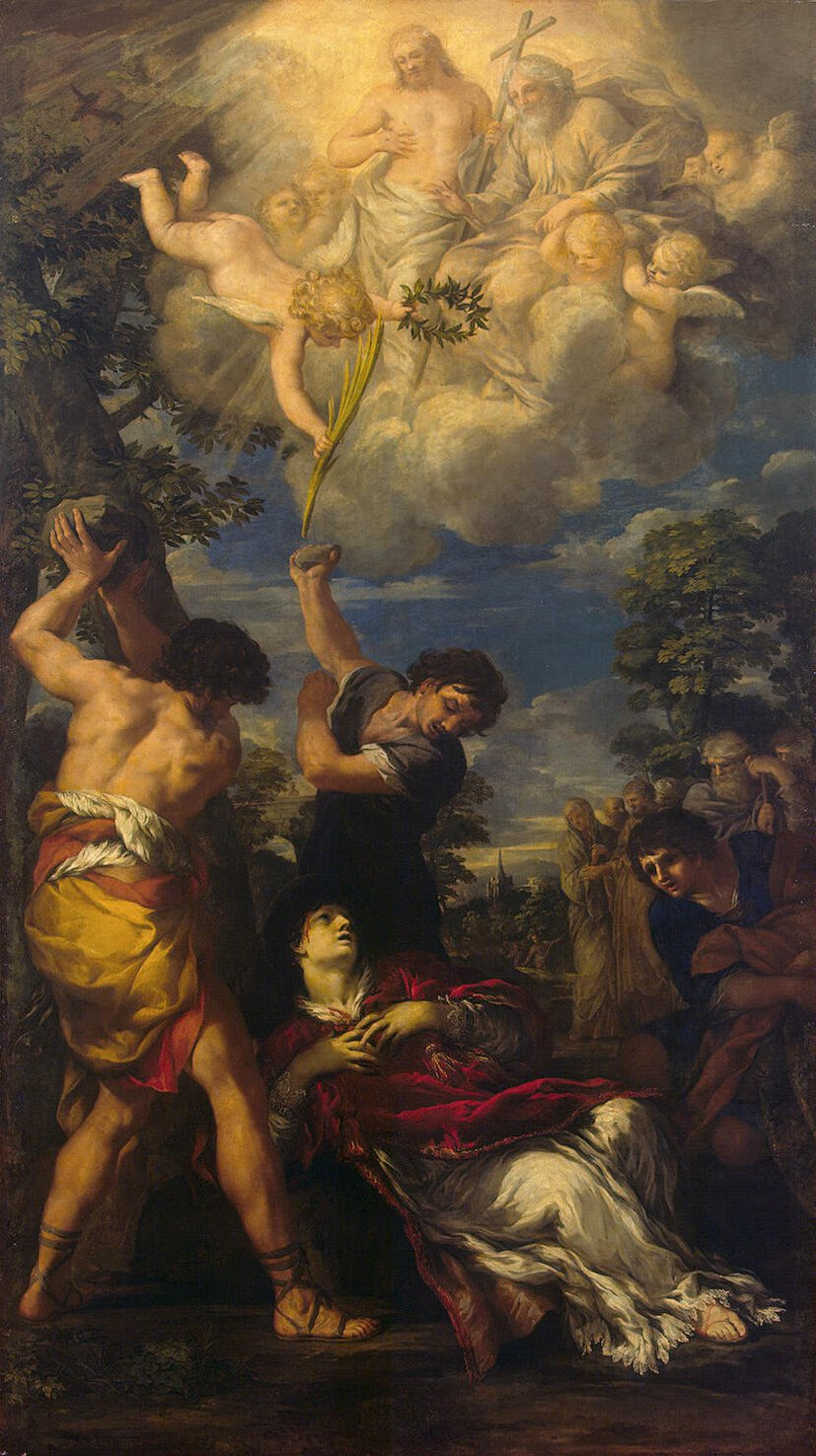
Lapidación de San Esteban, de Pietro da Cortona (1660). señala que, cuando estaba muriendo, Esteban observó a Jesús de pie a la diestra de Dios.

La palabra «sesión» es un sustantivo que sirve para describir la «acción y efecto de sentarse», si bien es poco usado. Wayne Grudem señala que la palabra significaba «el acto de sentarse». Este lenguaje se usa en Salmos 110:1 y Hebreos 10:12. En Hechos 7:55, sin embargo, Esteban observa a Jesús de pie a la diestra de Dios. Esto puede representar a Jesús «levantándose momentáneamente del trono de gloria para saludar a su proto-mártir», como testigo para vindicar el testimonio de Esteban o preparándose para su retorno.
En Apocalipsis 2:1, por otro lado, se hace referencia a Jesús caminando entre los siete candeleros de oro. Robert Mounce sugiere que, dado que estos candelabros representan las siete iglesias, el movimiento de Jesús indica que está «presente en medio de ellos y consciente de sus actividades».

### Origen

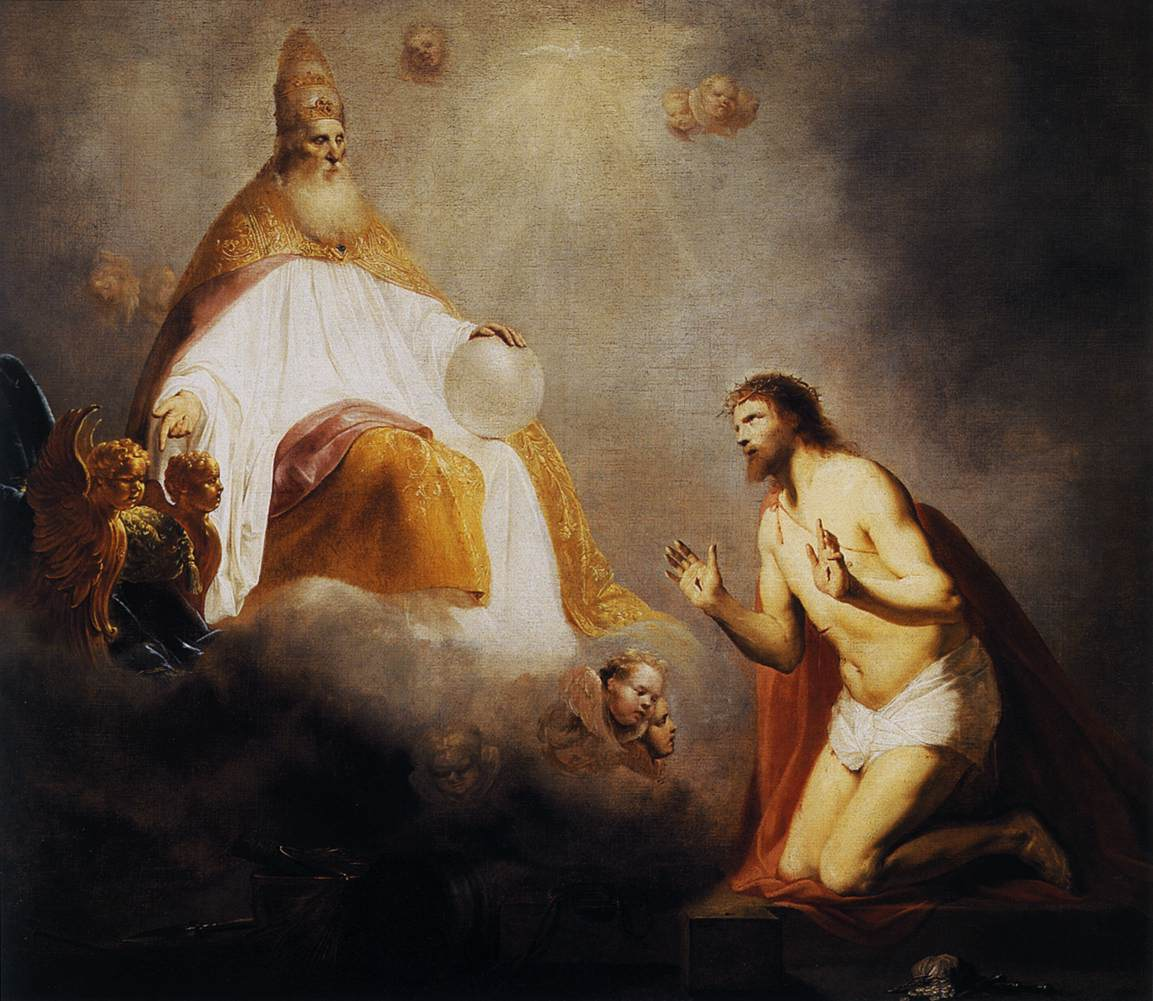
Dios invita a Cristo a sentarse en el trono a su diestra, de Pieter de Grebber (1645). Esta invitación de es citada en como cumplida en la sesión celestial de Cristo.

### Exaltación de Jesús

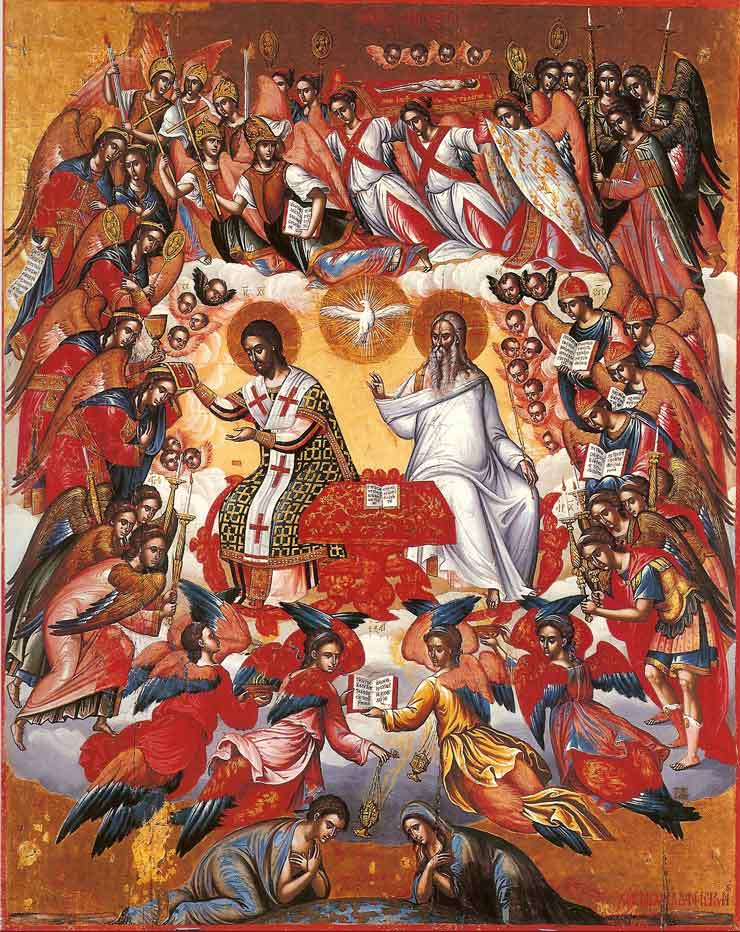
Santa Liturgia, de Miguel Damasceno.